# 토머스 허링
토머스 허링(Thomas Herring, 1693년-1757년 3월 23일)은 캔터베리 대주교이다.
케임브리지 출신으로 1737년 뱅거 주교, 1743년 요크 대주교가 되었다. 1747년 캔터베리 대주교가 되었다.